# Stottesdon
Stottesdon – wieś w Anglii, w hrabstwie Shropshire. Leży 35 km na południowy wschód od miasta Shrewsbury i 192 km na północny zachód od Londynu. W 2001 miejscowość liczyła 1690 mieszkańców.